# Ustawa o podatku dochodowym od osób fizycznych
Ustawa z dnia 26 lipca 1991 r. o podatku dochodowym od osób fizycznych – ustawa uchwalona przez Sejm RP regulująca sprawy związane z podatkiem od dochodów osób fizycznych.

## Proces legislacyjny
Rządowy projekt ustawy został skierowany do sejmowej Komisji Polityki Gospodarczej, Budżetu i Finansów i Komisji Ustawodawczej 26 października 1990 roku. Posłem sprawozdawcą był poseł Marek Pol.

## Budowa ustawy
Ustawa składała się pierwotnie z 58 artykułów podzielonych na 16 rozdziałów. Ma 4 załączniki.
- Rozdział 1: Podmiot i przedmiot opodatkowania (art. 1-9)
- Rozdział 2: Źródła przychodów (art. 10-20a)
- Rozdział 3: Zwolnienia przedmiotowe (art. 21)
- Rozdział 4: Koszty uzyskania przychodów (art. 22-23)
- Rozdział 4a: Opodatkowanie stron umowy leasingu (art. 23a-23l)
- Rozdział 4b: Ceny transferowe (art. 23m-23zf)
  - Oddział 1: Przepisy ogólne (art. 23m-23n)
  - Oddział 2: Zasada ceny rynkowej (art. 23o-23v)
  - Oddział 3: Dokumentacja cen transferowych (art. 23w-23zf)
- Rozdział 5: Szczególne zasady ustalania dochodu (art. 24-25a (uchylony))
- Rozdział 5a: Opodatkowanie przychodów nieznajdujących pokrycia w ujawnionych źródłach lub pochodzących ze źródeł nieujawnionych (art. 25b-25g)
- Rozdział 6: Podstawa obliczenia i wysokości podatku (art. 26-30g)
- Rozdział 6a: Danina solidarnościowa (art. 30h-30i)
- Rozdział 7: Pobór podatku lub zaliczek na podatek przez płatników (art. 31-44b (uchylony))
- Rozdział 7a: (uchylony)
- Rozdział 7b: Zwrot podatku z tytułu wypłaconych należności (art. 44f)
- Rozdział 8: Zeznania podatkowe (art. 45-45d)
- Rozdział 9: Zmiany w przepisach obowiązujących (art. 46-51 (uchylony))
- Rozdział 10: Przepisy przejściowe i końcowe (art. 52-58)

## Akty uchylone
Ustawa uchyla 14 aktów:
- Ustawa z dnia 4 lutego 1949 r. o podatku od wynagrodzeń.
- Dekret z dnia 24 września 1956 r. w sprawie zmiany ustawy o podatku od wynagrodzeń
- Ustawa z dnia 31 stycznia 1959 r. o zmianie ustawy o podatku od wynagrodzeń
- Ustawa z dnia 16 grudnia 1972 r. o podatku dochodowym
- Ustawa z dnia 18 grudnia 1976 r. zmieniająca ustawę o podatku dochodowym
- Ustawa z dnia 28 lipca 1983 r. o zmianie ustawy o podatku dochodowym
- Ustawa z dnia 28 lipca 1983 r. o podatku wyrównawczym
- Ustawa z dnia 14 marca 1985 r. o zmianie ustawy o podatku dochodowym
- Rozporządzenie Rady Ministrów z dnia 19 kwietnia 1985 r. zmieniające rozporządzenia w sprawie podatku wyrównawczego
- Rozporządzenie Rady Ministrów z dnia 19 grudnia 1985 r. zmieniające rozporządzenie w sprawie podatku wyrównawczego
- Rozporządzenie Rady Ministrów z dnia 22 grudnia 1986 r. zmieniające rozporządzenie w sprawie podatku wyrównawczego
- Ustawa z dnia 28 grudnia 1987 r. o zmianie ustawy o podatku dochodowym
- Ustawa z dnia 31 stycznia 1989 r. o zmianie ustawy o podatku dochodowy
- Ustawa z dnia 2 maja 1991 r. o zmianie ustawy o podatku wyrównawczym.

## Akty wykonawcze
Do ustawy o podatku dochodowym od osób fizycznych wydano kilkaset aktów wykonawczych.

## Nowelizacje i wyroki TK
Ustawę zmieniano ponad 400 razy. Trybunał Konstytucyjny wydał kilkadziesiąt wyroków dotyczących tej ustawy.
 Zapoznaj się z zastrzeżeniami dotyczącymi pojęć prawnych w Wikipedii.